# Karang Pinang
Karang Pinang is een bestuurslaag in het regentschap Rejang Lebong van de provincie Bengkulu, Indonesië. Karang Pinang telt 1235 inwoners (volkstelling 2010).